# Wałdowice
Wałdowice – nieoficjalna nazwa leśniczówki należącej do miejscowości podstawowej Rogi w Polsce położona w województwie lubuskim, w powiecie sulęcińskim, w gminie Lubniewice.
Należy do sołectwa Rogi.
W latach 1975–1998 miejscowość położona była w województwie gorzowskim.